# Leford Green
Leford Green (ur. 14 listopada 1986) – jamajski lekkoatleta specjalizujący się w biegu na 400 metrów przez płotki.
Największe sukcesy międzynarodowe osiąga w biegu rozstawnym 4 x 400 metrów. W 2007 zajął piąte miejsce na igrzyskach panamerykańskich oraz czwarte podczas mistrzostw świata. Brązowy medalista mistrzostw Ameryki Środkowej i Karaibów z 2009. Dwukrotnie stawał na podium igrzysk Ameryki Środkowej i Karaibów w Mayagüez latem 2010. W 2011 zdobył dwa medale (w sztafecie oraz indywidualnie w biegu płotkarskim) podczas kolejnej edycji mistrzostw Ameryki Środkowej i Karaibów, a także został brązowym medalistą mistrzostw świata, które odbyły się w Daegu. Zajął 7. miejsce w finale biegu na 400 m przez płotki podczas igrzysk olimpijskich w Londynie. Medalista mistrzostw Jamajki oraz mistrzostw NCAA.
Rekord życiowy w biegu przez płotki: 48,47 (27 lipca 2010, Mayagüez). 